# Мэрисвилл (Калифорния)
Мэрисвилл (англ. Marysville) — город на севере штата Калифорния (США). Административный центр округа Юба. В 2010 году в городе проживали 12 072 человек.
Город входит в метрополитенский ареал Юба-Саттер общим населением 171 926 человек.

## Географическое положение
По данным Бюро переписи населения США Мэрисвилл имеет площадь 9,28 квадратных километров. Он расположен в Центральной долине на пересечении рек Фетер и Юба, в 80 км к северу от Сакраменто.

## История
Поселение было создано в 1842 году как торговый пост Нью-Макленбург. Город был основан около 1849-50 годов и был назван Мэрисвилл. Он был инкорпорирован в 1851 году. Рост города был связан с Золотой лихорадкой. В 1875 году были построены дамбы для защиты города от наводнений. В 1927 году в Мэрисвилле был основан общественный колледж.
Экономика города основана на сельском хозяйстве и туризме. Вблизи города находится база военно-воздушных сил США и Национальный заказник Саттера.

## Население
| Год переписи | Нас.  |  | %±     |
| ------------ | ----- |  | ------ |
| 1870         | 4738  |  | —      |
| 1880         | 4321  |  | −8,8%  |
| 1890         | 3991  |  | −7,6%  |
| 1900         | 3497  |  | −12,4% |
| 1910         | 5430  |  | 55,3%  |
| 1920         | 5461  |  | 0,6%   |
| 1930         | 5763  |  | 5,5%   |
| 1940         | 6646  |  | 15,3%  |
| 1950         | 7826  |  | 17,8%  |
| 1960         | 9553  |  | 22,1%  |
| 1970         | 9353  |  | −2,1%  |
| 1980         | 9898  |  | 5,8%   |
| 1990         | 12324 |  | 24,5%  |
| 2000         | 12268 |  | −0,5%  |
| 2010         | 12072 |  | −1,6%  |
| 2018         | 12518 |  | 3,7%   |

По данным переписи 2010 года население Мэрисвилла составляло 12 072 человека (из них 49,9 % мужчин и 50,1 % женщин), в городе было 4668 домашних хозяйств и 2705 семей. Расовый состав: белые — 71,0 %, коренные американцы — 2,5 % афроамериканцы — 4,3 %, азиаты — 4,1 % и представители двух и более рас — 7,4 %. 24,2 % населения города — латиноамериканцы (21,4 % мексиканцев).
Население города по возрастному диапазону по данным переписи 2010 года распределилось следующим образом: 25,1 % — жители младше 18 лет, 5,0 % — между 18 и 21 годами, 57,9 % — от 21 до 65 лет и 12,0 % — в возрасте 65 лет и старше. Средний возраст населения — 32,5 года. На каждые 100 женщин в Мэрисвилле приходилось 99,6 мужчин, при этом на 100 совершеннолетних женщин приходилось уже 98,3 мужчин сопоставимого возраста.
Из 4668 домашних хозяйств 57,9 % представляли собой семьи: 33,2 % совместно проживающих супружеских пар (14,5 % с детьми младше 18 лет); 17,9 % — женщины, проживающие без мужей и 6,8 % — мужчины, проживающие без жён. 42,1 % не имели семьи. В среднем домашнее хозяйство ведут 2,44 человека, а средний размер семьи — 3,14 человека. В одиночестве проживали 34,4 % населения, 12,4 % составляли одинокие пожилые люди (старше 65 лет).

## Экономика
В 2017 году из 9243 человек старше 16 лет имели работу 4484. При этом мужчины имели медианный доход в 41 849 долларов США в год против 33 699 долларов среднегодового дохода у женщин. В 2016 году медианный доход на семью оценивался в 49 226 $, на домашнее хозяйство — в 45 646 $. Доход на душу населения — 18 807 $ в год. 25,1 % от всего числа семей в Мэрисвилле и 26,0 % от всей численности населения находилось на момент переписи за чертой бедности.